# Auchan

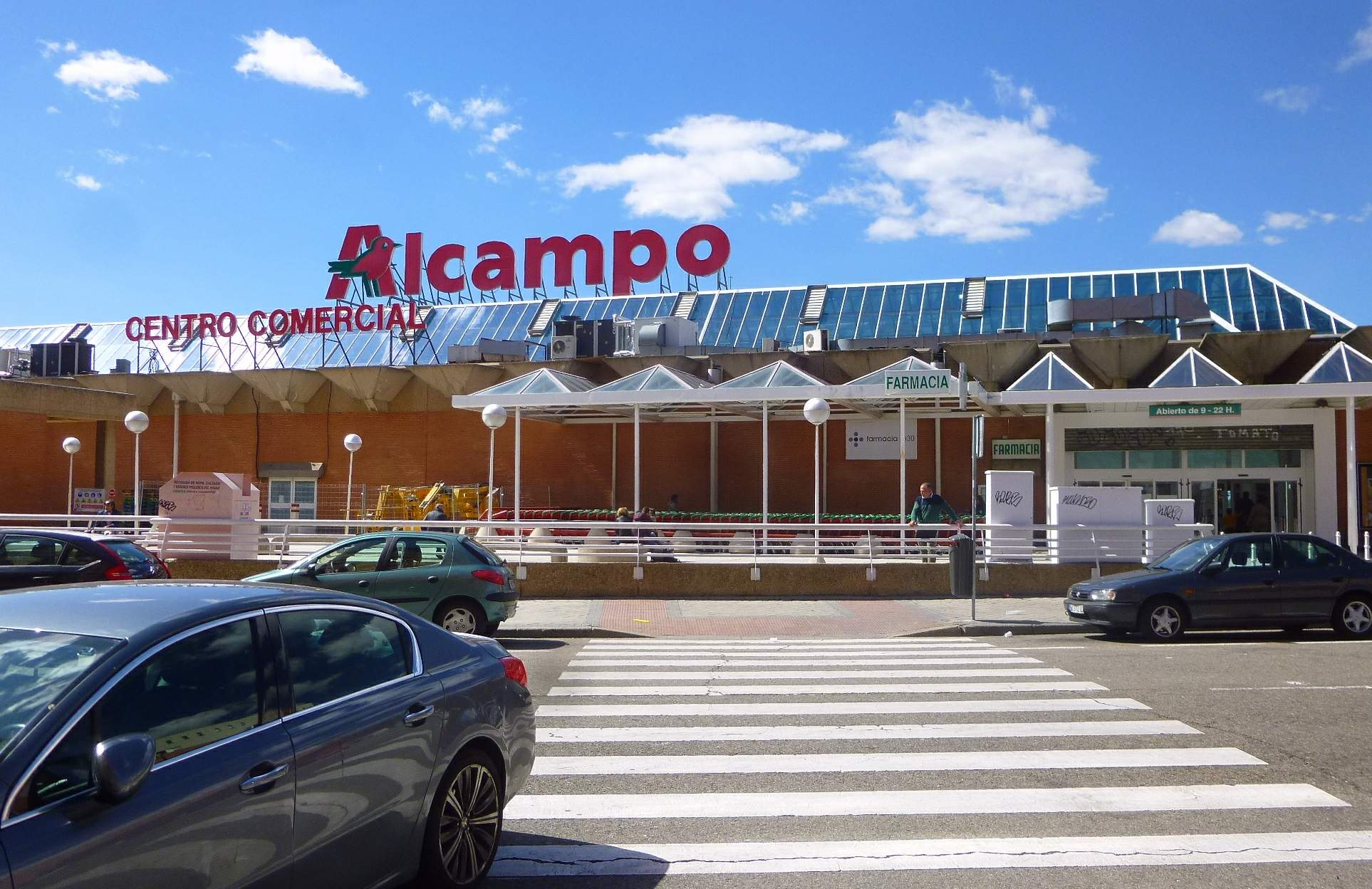
Tienda Auchan en Madrid, España.

Auchan es un grupo de distribución y finanzas cuyo primer almacén fue abierto en Roubaix (Francia) en 1961 por Gérard Mulliez en una fábrica abandonada de 600 m² en el barrio de los Hauts Champs («Altos Campos») que fonéticamente suena igual que «Auchan» en francés.
A día de hoy, Auchan es uno de los principales grupos de distribución en el mundo. 
En 2024, el grupo contaba con 2.354 tiendas en 12 países.

## Ubicaciones
Las cadenas del grupo son:
- En Francia: Auchan, Simply Market, Auchan Direct, Voyages Auchan, Banque Accord, Immochan.
- En España: Alcampo, Supermercados Sabeco (Simply City, Simply Market, HiperSimply, Simply Store, Aro Rojo), Immochan España, Oney E.F.C..
- En Hungría: Auchan, Accord Magyarország, Immochan.
- En Luxemburgo: Auchan.
- En Polonia: Auchan, Elea, A-Tak, Accord Finance, Immochan.
- En Portugal: Jumbo, Pão de Açúcar, Auchan.
- En Rusia: Ашан, BA Finans.
- En Rumania: Auchan.
- En Tayikistán: Ашан.
- En Ucrania: Ашан Гіпермаркет.
- En Senegal: Auchan.
- En Costa de Marfil: Auchan.

## Ubicaciones anteriores
La empresa operó entre 1997 y 2007 en Argentina, con tiendas de primera generación y servicios de primera línea, pero tras no poder recuperar, pese a los intentos, el dinero perdido tras la recesión argentina acabó vendiendo su filial argentina al grupo estadounidense rival Wal-Mart.
En los últimos años vendió a operadores locales sus inversiones en Estados Unidos y México, donde operó entre 1996 y 2003 con varios hipermercados en el Valle de México y en Puebla. Auchan vendió todos sus establecimientos a su socio Controladora Comercial Mexicana que tiempo después fue adquirida por Soriana, Actualmente todavía se puede diferenciar qué tiendas eran Auchan debido a su peculiar estilo, como las rampas eléctricas inclinadas que conectaban con el estacionamiento techado.
- En China: Auchan, Accord Consulting.

- En Italia: Cityper, Gallerie Auchan, Iovorrei, Cartaccord.

- En Taiwán: RT Mart, Apic, Save and Safe.

## Grupo Mulliez
La diversificación de la línea de negocio llevó a los accionistas principales de Auchan (grupo Mulliez) a crear nuevas empresas, también dentro del sector distribución pero especializadas en ciertas líneas de productos. Estas empresas operan de forma completamente independiente pero sus esquemas de funcionamiento son muy similares a Auchan. A día de hoy más de 15 empresas forman parte del grupo Mulliez. Entre estas empresas destacan:
- Jardiland, cadena especializada en Jardinería, Mascotas y Decoración para el hogar.
- Decathlon, cadena especializada en material deportivo.
- Boulanger, cadena especializada en electrónica e informática de consumo. En 2009 las tiendas pertenecientes a Boulanger España fueron adquiridas por la compañía portuguesa Worten.
- Flunch, cafeterías.
- Mi Alcampo, supermercados.
- Alcampo, Hipermercados en España.
- Kiabi, cadena de ropa a precios bajos.
- Leroy Merlin, Weldom o Bricocenter según el país, cadena del grupo Adeo especializada en Bricolaje, jardinería y decoración para el hogar.
- Bricomart, empresa del grupo Adeo de distribución especializada en el sector del bricolaje y los materiales de construcción.
- Midas (del grupo Mobivia), red de talleres de reparación de automóviles rápidos sin cita previa.
- Norauto (del grupo Mobivia), tiendas de productos para el automóvil y talleres rápidos.
- Phildar, marca francesa de moda Prêt-à-porter y de punto.
- Pimkie, marca francesa de moda con presencia en 26 países.